# Việt Nam Quốc dân Đảng

Flagge der Partei

Die Việt Nam Quốc dân Đảng (abgekürzt VNQDD, französisch Parti nationaliste vietnamien, dt. Vietnamesische Nationalistische Partei) war eine politische Partei in Vietnam.

## Geschichte
Die Organisation wurde im November 1927 in Hanoi von Nguyễn Thái Học gegründet. Ideologisch lehnte sie sich an die Kuomintang von Sun Yat-Sen an. Sie propagierte öffentlich dessen drei Prinzipien des Nationalismus, der Demokratie sowie der Volkswohlfahrt. Ziel der Organisation war ein unabhängiges Vietnam frei von der französischen Kolonialmacht. Dieses Ziel sei nur durch einen bewaffneten Aufstand zu erreichen. Die Organisation zog rasch mehrere hundert Militante in Tonking an und begann 1929 mit Anschlägen auf französische Militärs und Sicherheitskräfte, allen voran Angehörige des Sicherheitsdienstes Sûreté. Die Ermordung eines französischen Werbers für Plantagenarbeiter 1929 in Saigon löste eine Verhaftungswelle aus bei der rund 1.000 vermeintliche und tatsächliche Nationalisten festgenommen wurden.
Im Februar 1930 versuchte die VNQDD durch die Übernahme der Garnison der Stadt Yên Bái einen allgemeinen Aufstand aufzulösen. 40 übergelaufene Soldaten und 60 Guerillas töteten die fünf französischen Offiziere und Unteroffiziere der Garnison. Keiner der weiteren 550 einheimischen Soldaten wollte sich jedoch den Aufständischen anschließen. Die Revolte wurde binnen Stunden niedergeschlagen. Am 17. Juni wurde der nach einem weiteren Aufstandsversuch festgenommene Gründer Nguyen Thai Hoc von den Franzosen hingerichtet.
Die Presse in der Kolonie und dem Mutterland schilderten die Niederschlagung der Rebellion als brutal inklusive die Zerstörung von Dörfern mittels Luftangriffen. Der französische Journalist Louis Roubaud beschrieb 1931 in seiner Reportage in Buchform Viet-Nam - La Tragédie Indochinoise die Motive der Rebellen als mit Frankreich konkurrierende republikanische Nationalisten, entgegen dem offiziellen Narrativ, das die Rebellen als Kommunisten oder schlicht Banditen einzuordnen suchte. Die Repression der Revolte führte zu von der PCF unterstützten Demonstrationen in Paris gegen die Kolonialherrschaft in Indochina.
Nach dem Einmarsch von Kuomintangtruppen im Zuge der japanischen Kapitulation erhielt die VNDQQ Unterstützung durch die chinesischen Besatzungsbehörden. Nach dem Abzug dieser wurde die VNQDD zunehmend durch die Viet Minh dezimiert und verdrängt. Ebenso schlossen sich auch zahlreiche VNQDD-Angehörige dem Viet Minh an.
Die Partei bestand weiter und nahm in der Republik Vietnam an Wahlen teil. Nach der Wiedervereinigung Vietnams 1976 wurde sie verboten; sie besteht heute noch unter Vietnamesen im Ausland fort.